# Alex Petrovic
Alexander "Alex" Petrovic, född 3 mars 1992 i Edmonton, är en kanadensisk professionell ishockeyspelare som spelar för Edmonton Oilers i NHL.
Han har tidigare spelat på NHL-nivå för Florida Panthers och på lägre nivåer för San Antonio Rampage i AHL och Red Deer Rebels i WHL.

## Spelarkarriär

### NHL

#### Florida Panthers
Han draftades i andra rundan i 2010 års draft av Florida Panthers som 36:e spelare totalt.
Petrovic spelade 254 matcher för Panthers mellan 2012 och 2018.

#### Edmonton Oilers
Han tradades till Edmonton Oilers den 30 december 2018 i utbyte mot Chris Wideman och ett villkorligt draftval i tredje rundan 2019.